# Villa La Palestine
Pour les articles homonymes, voir Palestine.
La Villa La Palestine est une villa située dans le 16e arrondissement de Marseille, en France.

## Localisation
La villa est située dans le 16e arrondissement de Marseille, au 126 Plage de l'Estaque, en face de l’espace Mistral.

## Description
La villa est de style néo-mauresque.

## Historique
La villa est inscrite au titre des monuments historiques en 1993.
Elle fait partie de l'inventaire des "folies" qui sont en fait de riches maisons dont l'architecture dévoile la fantaisie de leur propriétaire et marque l'époque de l'explosion de la villégiature, notamment sur le littoral marseillais. 
La Palestine, villa de style oriental, intrigue : maison construite pour Pierre Leclerc, riche maître tailleur de Bourges, amoureux de l'Orient, la villa a été construite au début du XXe siècle et abrite de magnifiques fresques évoquant les pays orientaux... ainsi qu'un patio superbe.
À partir du chemin du Littoral, en se plaçant face à la Villa, on peut apercevoir sur la gauche une superbe rocaille digne des jardins de la Corniche, avec deux atlantes supportant la voûte de la grotte. La villa est une propriété privée appartenant toujours à la même famille.
La famille Leclerc avait été fascinée par une maquette de maison néo-mauresque exposée à la dernière Exposition universelle de Paris. C'est donc en 1906 qu'ils font appel à une entreprise locale (les Frères Olive) pour réaliser leur « folie » à l'Estaque même qui était déjà signalé dans les guides touristiques comme étant un lieu incontournable. 
La villa a été ouverte une fois à l'occasion des Journées du Patrimoine en 1991. Devant la déferlante des visiteurs, la famille, prise de panique, n'ouvrit plus jamais les portes de sa demeure.